# Aguilar (Graus)
Pour les articles homonymes, voir Aguilar.
Aguilar est un village inclus dans le territoire communal de Graus.

## Monuments
Ses deux monuments les plus remarquables sont l'église paroissiale du XVIe siècle et la chapelle romane Saint-Saturnin (San Saturnino) du XIIe siècle.